# Reichsgau Oberdonau

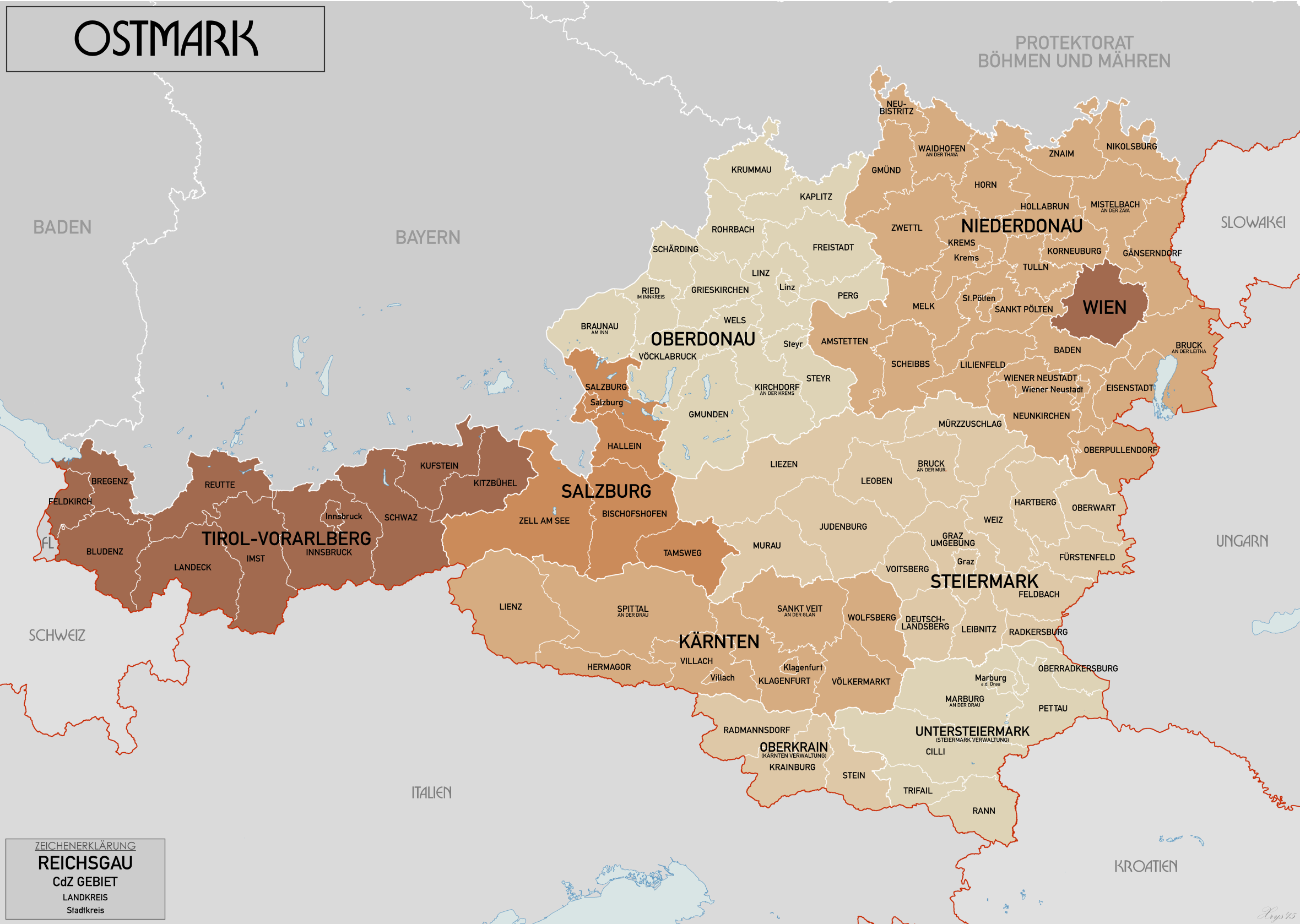
Ostmark 1941: Reichsgaue, Land- und Stadtkreise

Der Reichsgau Oberdonau war einer von sieben Reichsgauen des Deutschen Reichs im 1938 angeschlossenen Österreich. Er bestand aus Teilen Oberösterreichs, Teilen des Salzkammergutes mit dem Ausseerland und südwestlichen Teilen Böhmens, die nach dem Münchner Abkommen 1938 von der Tschechoslowakei abgetreten worden waren. Der Reichsgau Oberdonau bestand nach dem Ostmarkgesetz von 1939 bis 1945. Von 1939 bis 1942 wurden die sieben Reichsgaue im ehemaligen Österreich als Ostmark, ab 1942 als Alpen- und Donau-Reichsgaue bezeichnet, um jeglichen Bezug zum früheren Österreich zu beseitigen.

## Geschichte
Bereits im August 1926 entstand unter Alfred Proksch ein Gau Oberösterreich der NSDAP in Österreich, den ab 1927 Andreas Bolek und nach dem Parteiverbot 1933 in der illegalen Phase August Eigruber (ab 1936) leitete.
Im Reichsgau Oberdonau fungierte Eigruber während der gesamten Zeit als Gauleiter und in Personalunion erst als Landeshauptmann und ab 1940 als Reichsstatthalter. Sein Stellvertreter als Gauleiter war ab 1938 Hans Eisenkolb, ab 1. Mai 1940 Christian Opdenhoff. Die Gauhauptstadt war Linz, das als Alterssitz Hitlers zur „Führerstadt“ ausgebaut werden sollte. Im Gaugebiet befanden sich seit 1938 das KZ Mauthausen mit mehreren Außenlagern, die Tötungsanstalt Hartheim bei Linz sowie der Bergungsort Salzbergwerk Altaussee für NS-Raubkunst.

## Verwaltungseinheiten
Die Verwaltungseinheiten des Gaues waren:

### Stadtkreise
1. Stadtkreis Linz
2. Stadtkreis Steyr

### Landkreise
1. Landkreis Braunau am Inn
2. Landkreis Freistadt
3. Landkreis Gmunden
4. Landkreis Grieskirchen
5. Landkreis Kaplitz
6. Landkreis Kirchdorf an der Krems
7. Landkreis Krummau
8. Landkreis Linz
9. Landkreis Perg
10. Landkreis Ried im Innkreis
11. Landkreis Rohrbach
12. Landkreis Schärding
13. Landkreis Steyr
14. Landkreis Vöcklabruck
15. Landkreis Wels

## Amtsträger
Folgende Personen gehörten der Gauleitung an
- Gauleiter: August Eigruber
- Gauleiterstellvertreter: Hans Eisenkolb
- Organisationsamt: Franz Fehrer
- Personalamt: Theo Mittermair
- Gauschulungsamt: Franz Mayrhofer
- Gaujägermeister: Ernst Josef Uiberacker
- Gaufpresseamt Anton Fellner
- Gauschatzamt: Franz Obermayer
- Amt für Volksgesundheit und NS-Ärztebund: Hanns Baumgartner
- Amt für Agrarpolitik und Reichsnährstand: Anton Reintaller
- Amt für Erziehung und NS-Lehrerbund: Stadtschulinspektor Friedrich Kienzl
- Rechtsamt und Rechtswahrerbund: Josef Plakolm
- Amt für Beamte und Reichsbund der Beamten: Heinrich Zechmann
- Amt für Technik: Ing. August Schmöller
- Amt für Kommunalpolitik und Deutscher Gemeindetag: Franz Danzer
- NS-Frauenschaft: Frau Schicho
- Amt für Volkswohlfahrt: Franz Langoth
- Amt für Kriegsopfer: Jakob Hochmayr
- DAF-Obmann: Franz Stadlbauer
- Gauinspekteur: Stephan Schachermayr
- Gaugericht: Gaurichter Erich Tanzer
- Gauwirtschaftsberater: Oskar Hinterleitner
- Beauftragter für Rassenpolitik: Hugo Brenner

## Gliederungen der NSDAP (Auswahl)

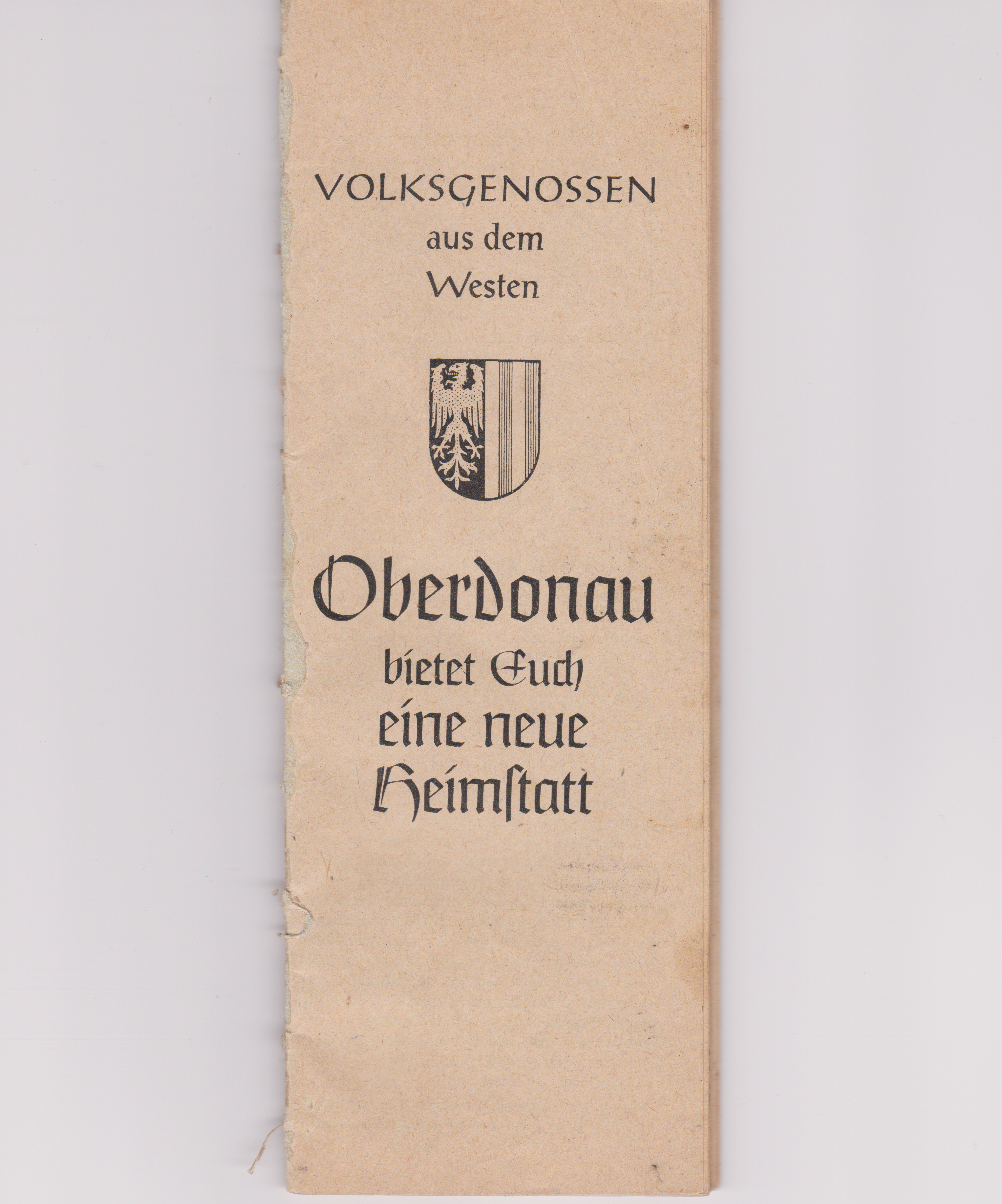
Broschüre für nach Oberösterreich Kriegsevakuierte aus dem Ruhrgebiet, 1944

- SA-Gruppe Alpenland[4]: SA-Brigade 94, SA-Reiterstandarte 94, SA-Marinesturmbann I/23, SA Standarten 2, 6, J 6, J 11, 1, S. 15, J 44, S. 29, J 91, 159.
- SS-Oberabschnitt Alpenland: SS-Abschnitt VIII, SS-Standarte 37
- NSKK-Motorgruppe Südost
- NS-Fliegerkorps: Gruppe 17 (Ostmark): Oberdonau (Standarte 111)
- Hitlerjugend (HJ): Gebiet Oberdonau (Gebiet 29)
- NS-Frauenschaft Oberdonau
- DAF-Oberdonau: Hauptarbeitsgebiete I, II, III
- NS-Volkswohlfahrt Oberdonau (NSV)
- Reichsbund der deutschen Beamten Oberdonau (RDB)
- NS-Lehrerbund Oberdonau (NSLB)
- NS-Rechtswahrerbund Oberdonau (NSRB)
- NS-Kriegsopferversorgung Oberdonau (NSKOV)
- NS-Bund Deutscher Technik Oberdonau (NSBDT)
- NSD-Ärztebund Oberdonau

## Dokumentarfilm
2021 erschien die bislang erste Dokumentarfilmproduktion, die sich explizit mit den Gauleitern der Alpen- und Donau-Reichsgaue auseinandersetzt und die Entwicklungsgeschichte dieser nationalsozialistischen Verwaltungseinheiten aufzeigt. Der Doku-Zweiteiler des österreichischen Regisseurs Christian Hager wurde im Hauptabendprogramm von ORF III ausgestrahlt und thematisiert auch den Reichsgau Oberdonau unter der Gauleitung von August Eigruber.
- Hitlers österreichische Helfer. Die Gauleiter der Ostmark. Doku-Zweiteiler (2 × 45 Min.), A 2021, Buch und Regie: Christian Hager.